# Dipartimento di Belgrano (San Luis)
Belgrano è un dipartimento collocato a nord-ovest della provincia argentina di San Luis, con capoluogo Villa General Roca.

## Geografia fisica
Confina a nord con il dipartimento di Ayacucho; a est con i dipartimenti di Ayacucho e Coronel Pringles; a sud con il dipartimento di La Capital, a ovest con la provincia di Mendoza.

## Società

### Evoluzione demografica
Secondo il censimento del 2001, su un territorio di 6.626 km², la popolazione ammontava a 3.881 abitanti, con un decremento del 2,99% rispetto al censimento del 1991.
Abitanti censiti

## Amministrazione
Municipi del dipartimento:
- La Calera
- Nogolí
- Villa de la Quebrada
- Villa General Roca